# Nikolaj Kibaltjitj
Nikolaj Ivanovitj Kibaltjitj, född 1853 i Korop, Ukraina, död (avrättad) 15 april (gamla stilen: 3 april) 1881 i Sankt Petersburg, var en ukrainsk forskare. Kibaltjitj var engagerad i den revolutionära rörelsen Narodnaja volja och tillverkade de bomber som användes för att döda tsar Alexander II. Han är också känd för att vara den första som konstruerade en raketdriven farkost.

## Mordet på Alexander II
År 1875 blev Kibaltjitj arresterad för innehav av förbjuden litteratur och satt fängslad i tre år. Efter frigivningen gick han med i Narodnaja volja där han blev organisationens främste tekniker och sprängämnesexpert. I december 1879 började Narodnaja volja att planera att mörda tsar Alexander II. Kibaltjitj byggde fyra bomber, varav två användes vid attentatet som genomfördes 1 mars. Kibaltjitj arresterades 17 mars och avrättades tillsammans med sina kumpaner genom hängning 3 april.

## Kibaltjitjs raketfarkost
Under de veckor innan avrättningen som Kibaltjitj satt fängslad ägnade han all sin vakna tid till att konstruerade en raketdriven flygmaskin. Farkosten bestod av en fyrkantig plattform med ett hål i mitten ovanpå vilket en reaktionskammare (raketmotor) var placerad. Motorn drevs av krutladdningar som matades in reaktionskammaren. Matningshastigheten bestämde motorns dragkraft. Reaktionskammaren kunde också lutas för att ge fart i sidled.
Kibaltjitjs ritningar beslagtogs av staten och gömdes i polisens arkiv. Dokumenten återupptäcktes 1917 av Nikolaj Rynin och publicerades 1918 i tidskriften Byloje (ru: Былое, ”det förflutna”). Kibaltjitj var den förste som konstruerade en raketdriven farkost för människor.